# Dalit
Dalit er gruppen de kasteløse, i det indiske kastesystemet, tilhører. Mahatma Gandhi benyttede i stedet ordet Harijan for de kasteløse, han var dog ikke den første til at benytte det.
Pariaer er en sydindisk kasteløs gruppe.

## Eksterne links
- Dalit Solidaritetsnetværket i Danmark Arkiveret 14. september 2013 hos  Wayback Machine
- Internationalt solidaritetsnetværk (engelsk)

| Folkeslag | Spire Denne artikel om folkeslag eller etnografi er en spire som bør udbygges. Du er velkommen til at hjælpe Wikipedia ved at udvide den. |